# Peter Odhiambo (boxe anglaise, 1950)
Pour les articles homonymes, voir Peter Odhiambo.
Peter Odhiambo est un boxeur ougandais né le 25 novembre 1950.

## Carrière
Peter Odhiambo est médaillé d'or dans la catégorie des poids légers aux Championnats d'Afrique de boxe amateur 1972 à Nairobi. Il participe ensuite aux Jeux olympiques d'été de 1972 à Munich, où il est éliminé au deuxième tour dans la catégorie des poids légers par le Colombien Alfonso Pérez.
Il est ensuite médaillé d'argent dans cette même catégorie aux Jeux africains de Lagos en 1973.